# Rijckaert zonder Vreese
Rijckaert zonder Vreese is de held en hoofdpersoon van Een schone ende wonderlijcke historie van Rijckaert zonder Vreese, sone van Robrecht de Duyvel, hertoghe van Normandien, die door sijne kloecke daden ende voorsichticheyt koninc van Enghelandt wert, een anonieme zestiende-eeuwse vertaling van een Franse prozaroman Le romant de Richart sans Paor, geredigeerd door Gilles Corrozet (1510-1568) op basis van een oudere, verloren gegane versie.
De historische Richart, op wie dit literaire personage geënt is, was de zoon van Guillaume Longue Espee (Willem Langzwaard) en kleinzoon van de Vikingkoning Rollo, die in 911 na door Karel de Eenvoudige verslagen te zijn een verdrag met hem sloot dat hem toestond zich in Rouen te vestigen mits hij de Franse zaak diende en andere Vikingen buiten de deur hield. Ook kreeg hij een Franse hertogelijke dochter als vrouw met als bedoeling dat de kinderen uit dat huwelijk Franstalig zouden opgroeien en gelovige en belijdende christenen zouden zijn. De bewering in de roman als zou hij de zoon zijn van de legendarische Normandische ridder Robert le Diable, hoofdpersoon van een vroeg-dertiende-eeuwse Li romans de Robert le Diable – in het Nederlands vertaald als Robrecht de Duyvel (oudste bekende druk: Michiel van Hoochstraten, Antwerpen 1516) – behoort tot het rijk der literaire legenden.

## Samenvatting
Rijckaert zonder Vreese is de vrijgezelle hertog van Normandië, die de reputatie geniet nergens bang voor te zijn en dat onder andere demonstreert door bij nacht en ontij door de wouden van Normandië te rijden. Deze houding wekt de ergernis van de duivel Brudemor, die aan de overste van de Hel toestemming vraagt en krijgt om Rijckaert op de proef te stellen. Om zijn doel te bereiken maakt Brudemor gebruik van metamorfose, een techniek die de middeleeuwse duivel had afgekeken van de Griekse en Romeinse goden. Zo neemt Burgifer de gedaante aan van een meisjes baby van drie dagen oud, die te vondeling gelegd lijkt in een hoge boom. Rijckaert redt het kind en geeft het in bewaring aan zijn boswachter en diens vrouw. Als zijn leenmannen van mening zijn dat het hoog tijd wordt dat Rijckaert een vrouw neemt om erfgenamen te verwekken, stemt hij toe op voorwaarde dat zij instemmen met een huwelijk met dit in het bos gevonden meisje, dat weliswaar slechts 7 jaar oud is, maar eruitziet als een meisje van 14, dat wil zeggen volwassen, huwbaar en vruchtbaar. Zeven jaar deelt Rijckaert zonder iets te merken het bed met deze duivel in de gedaante van een vrouw, totdat zij aan het eind van deze zeven jaar aangeeft terminaal ziek te zijn. Tijdens de dodenwake komt Rijckaert achter het bedrog, waarna hij zich enige tijd terugtrekt in het klooster van Fécamp.
Tijdens een toernooi dat koning Karel de Grote op de laatste dag van april organiseert te Parijs, waaraan ook Rijckaert deelneemt, wordt hij verliefd op de aldaar als toeschouwster aanwezige Engelse koningsdochter Clarisse. Als hij na verloop van tijd gelijkgestemde gevoelens bij haar waarneemt, besluit hij haar op haar terugweg naar Londen te schaken, en zo gebeurt. Vervolgens laat Rijckaert zich door de aartsbisschop plechtig met haar in de echt verbinden in de grote kerk van Rouen. Haar vader, koning Astolpho, verzamelt een leger en valt Normandië binnen. Omdat de Saksen juist op dat moment Frankrijk zijn binnengevallen en Karel de Grote en zijn paladijnen daar hun handen aan vol hebben, kan Rijckaert niet de hulp krijgen die hij nodig heeft. In de vermomming van een Zwarte Ridder biedt de duivel Brudemor zich aan als hulp zonder daar geld voor te vragen, maar op voorwaarde dat Rijckaert hem zal helpen als hij Rijckaerts hulp nodig heeft. Rijckaert stemt toe en ziet dat de Zwarte Ridder een beslissende factor in de strijd is, die eindigt met de terugtrekking van de Engelsen. Kort daarop komt de aap uit de mouw als Rijckaert het voor Brudemor moet opnemen tegen de duivel Burgifer, die gebruik makend van Brudemors falen om Rijckaert angst aan te jagen, hem uit zijn ambt als seneschalk wil zetten. Rijckaert overwint Burgifer met Gods hulp en dankzij de relieken in de appel van zijn zwaard.
Natuurlijk tracht Burgifer wraak te nemen. Eerst probeert hij Rijckaert te verdrinken tijdens zijn overtocht naar Engeland als hij hoort dat de vader van zijn echtgenote is overleden en hij daarheen vaart om het koninkrijk op te eisen. Als dat mislukt brengt hij Rijckaert door de lucht naar het klooster van de heilige Catharina in de Sinaï woestijn om daar te vechten tegen de reus van (de in het Heilig Land gelegen havenstad) Jaffa, die elke christen pelgrim doodt die daar aan land gaat. Een stem uit de hemel stuurt hem naar het altaar, waaraan een zwaard hangt dat niemand los kan maken. Rijckaert maakt het moeiteloos los en als hij het zwaard uit de schede trekt, glanst het hem toe. Met dit zwaard is het gevecht met de reus een formaliteit, waarna hij Burgifer dwingt hem door de lucht te verplaatsen naar Engeland, waar hij zich laat installeren als koning.

## Overlevering en vertaling
De oudste bewaard gebleven druk van Rijckaert zonder Vreese werd gedrukt door Hieronimus Verdussen te Antwerpen in 1619, maar er zullen ongetwijfeld oudere drukken geweest zijn. De kerkelijke censuur na de Contrareformatie had weinig of niets op met teksten waarin mensen en duivels relaties met elkaar aangingen. Ooit waren die teksten bedacht om de angst voor de duivel te relativeren, maar toen de Middeleeuwen op hun eind liepen en binnen strenge kloosterorden steeds radicaler gedacht werd over duivels, tovenarij en hekserij, kwam menig boek waarin die onderwerpen voorkwamen terecht op de beruchte Index librorum prohibitorum. Dat zal echter niet de reden zijn dat deze vroegere drukken de tand des tijds niet doorstaan hebben. Waarschijnlijker zijn ze ten onder gegaan aan hun eigen succes en simpelweg stuk gelezen.
Over de identiteit en de opdrachtgever van de vertaling is niets bekend. Doorgaans is het iemand uit Antwerpen, het toenmalige centrum van de boekproductie en boek(doorvoer)handel in deze regio. De vertaler heeft zijn brontekst goed begrepen, geen vertaalfouten gemaakt, nauwelijks gekuist en hier en daar licht bekort. Ook heeft hij (of de drukker?) sommige hoofdstukken uit de Franse brontekst samengevoegd tot één hoofdstuk in zijn vertaling. Normaal gesproken gebeurden dit soort ingrepen niet om inhoudelijke redenen, maar om ruimte te winnen, zodat het boek een van tevoren bepaald aantal bladzijden niet zou overschrijden, terwijl er toch voldoende ruimte overbleef om hier en daar een toepasselijke houtsnede op te nemen om het boek voor beginnende lezers aantrekkelijk(er) te maken.

## Genre en interpretatie
Rijckaert zonder Vreese laat zich nog het best karakteriseren als een 'anekdotenbiografie' en is daarmee tot op zekere hoogte vergelijkbaar met teksten als de Pastoor van Kalenberg (Jan van Doesborch, Antwerpen ca. 1521), Ulenspieghels leven (Michiel Hillen van Hoochstraten, Antwerpen ná 1519) en Virgilius, van zijn leven, doot ende vanden wonderlijcken wercken die hi dede by nigromancien ende by dat behulpe des duvels (Willem Vorsterman, Antwerpen ca. 1518-1524).
Bij lezers van nu kan een boek als Rijckaert zonder Vreese overkomen als een aaneengeregen reeks los van elkaar staande verhalen zonder veel diepgang, maar dat is schijn. Onder de eenvoudige verteltrant gaat een complex cultuurhistorisch en vooral theologisch referentiekader schuil en tal van ontleningen aan of verwijzingen naar andere contemporaine teksten.

## Edities
- Een schone ende wonderlijcke historie van Rijckaert zonder Vreese: sone van Robrecht de Duyvel, hertoghe van Normandien, die door syne kloecke daden ende voorsichticheyt koninc van Enghelandt wert: zeer ghenuechlijcken ende zeltsaem om lesen: een te Antwerpen gedrukt volksboek van 1619, bezorgd en ingeleid door W.L. Braekman. Brugge 1986, Vroege Volksboeken uit de Nederlanden 6.
- Rijckaert zonder Vreese, synoptische kritische editie door  Willem Kuiper, UvA Bibliotheek van Middelnederlandse Letterkunde 2013 (met inleiding)
- Richard sans Peur. Edited from Le Romant de Richart and from Gilles Corrozet's Richart sans Paour by Denis Joseph Conlon. Chapel Hill, North Carolina USA 1977.